# Zanna orientalis
Zanna orientalis är en insektsart som beskrevs av Victor Lallemand 1959. Zanna orientalis ingår i släktet Zanna och familjen lyktstritar. Inga underarter finns listade i Catalogue of Life.